# Seznam léčivých rostlin, Č
Toto je seznam léčivých rostlin, jejichž český název začíná písmenem Č.

CELÝ SEZNAM A-B-C-Č-D+Ď-E+F+G-H-Ch+I+J-K-L-M-N+O-P-R+Ř-S+Š-T+U-V+W+Y-Z+Ž

## Č
| Český název (další českojazyčné a lidové názvy) | Vědecký název                                    | Užívaná část              | Lékopisný název                   | Charakteristika účinků a použití                      | Botanické vyobrazení nebo fotka |
| --- | ------------------------------------------------ | ------------------------- | --------------------------------- | ----------------------------------------------------- | ------------------------------- |
| Čajovník australský | Melaleuca alternifolia (Maiden) (Betche) (Cheel) |                           |                                   |                                                       |                                 |
| Čajovník čínský | Camellia sinensis (L.)                           |                           |                                   |                                                       |                                 |
| Čalmúgra | Hydnocarpus kurzii (King) (Warb.)                |                           |                                   | proti malomocenství                                   | [[Soubor:\|100px]]              |
| Čarovník pařížský (ernokvět, opaka) | Circaea lutetiana (L.)                           |                           |                                   | antipyretikum, antirevmatikum                         |                                 |
| Čechřice vonná (kerblík španělský, krabilice, šmelhous, třebule španělská) | Myrrhis odorata (Scop.)                          |                           |                                   |                                                       |                                 |
| Čekanka obecná (koření sv. Petra, cikorka, německá káva) | Cichorium intybus (L.)                           | kořen,čerstvý kořen       | radix cichorii, Cichorium intybus | podpora žlučníku, žaludku, podpora při léčbě cukrovky |                                 |
| Čekanka salátová (čekankové puky, kapucínské vousy | Cichorium intybus (L.) var. foliosum             |                           |                                   |                                                       |                                 |
| Čemeřice černá (bílé květy, + viz níže čemeřice zelená) | Helleborus niger (L.)                            |                           |                                   |                                                       |                                 |
| Čemeřice zelená (čemerka, černokořen, červenka, čimelice, čimerk, čimetice, dalibor, elebor, helebor, hluzák, hromové koření, kejchavičné koření, kořen andělkový, kristova růže, kýchanka, lekořka, panenka v trní, sněhová růže, , šlakové kolečko, svatodušní koření, zimní růže...) | Helleborus viridis (L.)                          |                           |                                   |                                                       |                                 |
| Černohlávek obecný (hlavuška, konsolida minor, kostival menší, májovník, prunelka, samohoj, svalník menší, traňk drábský) | Prunella vulgaris (L.)                           |                           |                                   |                                                       |                                 |
| Černohlávek velkokvětý (brunela, drábský traňk, traňk zběhový, svalník prostřední) | Prunella grandiflora (L.)                        |                           |                                   |                                                       |                                 |
| Černohořčice obecná (brukev černá,hořčice černá hořčice zelená, kapusta hořčičná) | Brassica nigra (L.) (W.D.J.Koch)                 |                           |                                   |                                                       |                                 |
| Černucha setá/černucha rolní (černé koření domácí, černý kmín, falešný elebor, kmín římský, smrkačka, šabrej) | Nigella sativa (L.) / Nigella arvensis (L.)      |                           |                                   |                                                       |                                 |
| Černý kořen španělský (černokořen, hadí kořen, kořen kozelčí, spořeček, škorconer) | Scorzonera hispanica (L.)                        |                           |                                   |                                                       |                                 |
| Černýš rolní (čermel, černějš, černidlo, pčenička) | Melampyrum arvense (L.)                          |                           |                                   |                                                       |                                 |
| Česnáček lékařský (česnečina, esneková bylina, hulevník česnekový, psí česnek, raný česnek, zaječí česnek) | Alliaria petiolata (M. Bieb.) (Cavara) (Grande)  |                           |                                   |                                                       |                                 |
| Česnek kuchyňský (dryák, luček, knobloch) | Allium sativum (L.)                              | práškovaná cibule česneku | Allii sativi bulbus pulveratum    |                                                       |                                 |
| Čertkus luční (čertkus obecný, bylina sv. Petra, čertovo kousnutí, čertův kousíček, prostřelenec) | Succisa pratensis (Moench.)                      |                           |                                   |                                                       |                                 |
| Čertovo lejno (čertovo hovno, asant, čertovo zlé, ferulová bylina, ločidlo, osant...) | Ferula assa-foetida (L.)                         |                           |                                   |                                                       |                                 |
| Čertův keř (čertův kořen) | Eleutherococcus senticosus (Rupr.) (Maxim.)      | kořen a oddenek           | Eleutherococci radix              |                                                       |                                 |
| Česnek hadí (askrakor, devaterník, hadovník, homenohoneš, chlupáč...) | Allium victorialis (L.)                          |                           |                                   |                                                       |                                 |
| Česnek medvědí (č. cikánský, č. psí, č. vlčí, lenek,lesní česnek...) | Allium ursinum (L.)                              |                           |                                   |                                                       |                                 |
| Česnek ořešec (česnek porový, česnek zubatý, | Allium scorodoprasum (L.)                        |                           |                                   |                                                       |                                 |
| Česnek polní (česnek viničný) | Allium vineale (L.)                              |                           |                                   |                                                       |                                 |
| Čičorečka pestrá (čičorka pestrá, věnčenka strakatá, vlčí hrách) | Coronilla varia (L.)                             |                           |                                   |                                                       |                                 |
| Čilimník odvislý (štědřenec odvislý, čilimník obecný, zlatý déšť) | Laburnum anagyroides (L.)                        |                           |                                   |                                                       |                                 |
| Čimišník obecný (hrachovník) | Caragana arborescens (Lam.)                      |                           |                                   |                                                       |                                 |
| Čípek objímavý(babí jahoda) | Streptopus amplexifolius (DC.)                   |                           |                                   |                                                       |                                 |
| Čirok obecný (jáhly) | Sorghum bicolor (Fosk.)                          |                           |                                   |                                                       |                                 |
| Čirok obecný cukrový (sladká tráva) | Sorghum dochna var. saccharatum (L.)             |                           |                                   |                                                       |                                 |
| Čirok obecný technický (košťatová tráva) | Sorghum dochna var. technicum (Körn.)            |                           |                                   |                                                       |                                 |
| Čistec bahenní (bahenní brambůrky, polní jablečník) | Stachys palustris (L.)                           |                           |                                   |                                                       |                                 |
| Čistec lékařský | Stachys officinalis (Trevis.)                    |                           |                                   |                                                       |                                 |
| Čistec hlíznatý (čistec sieboldův, japonský brambor) | Stachys affinis (Bunge)                          |                           |                                   |                                                       |                                 |
| Čočka jedlá (čočka obecná, (čočovice, čočovina, šošovice) | Lens culinaris (Medic.)                          |                           |                                   |                                                       |                                 |